# Соната для фортепиано № 7 (Прокофьев)
Соната № 7 для фортепиано oр. 83 написана С. С. Прокофьевым в 1939—1942 годах, на фоне событий Второй мировой войны. Тональность сонаты Си-бемоль мажор.
Летом 1939 года, находясь на отдыхе в Кисловодске, Сергей Прокофьев познакомился с Марией-Сесилией (Мирой) Абрамовной Мендельсон. Их близкие отношения постепенно заняли центральное место в личной жизни композитора, сменив привязанность к его супруге Лине Любере (урождённой Каролине Кодиной). По мнению исследователей, эти отношения могли восприниматься советскими властями как более предпочтительные. Из воспоминаний Миры известно, что в тот период Прокофьев изучал книгу Ромена Роллана о Бетховене, оказавшую значительное влияние на формирование замысла Шестой, Седьмой и Восьмой фортепианных сонат. Над этими произведениями композитор работал параллельно в последующие годы.
Сонату № 7 Прокофьев завершил в 1942 году. Первое исполнение состоялось 3 января 1943 года в рамках закрытого показа в Комитете по делам искусств, где автор лично исполнил произведение  вместе с «Драматической увертюрой» Н. И. Пейко при участии Николая Мясковского. Публичная премьера прошла 18 января 1943 года в Колонном зале Дома союзов в Москве; солистом выступилСвятослав Рихтер. Впоследствии пианист отмечал, что музыка сонаты, по его мнению, обращается к «силам хаоса и разрушительного зла», ставя перед слушателем вопрос о смысле человеческого существования. По словам Рихтера, ответ на этот вопрос композитор видит в «мужественном жизнеутверждении и любви ко всему живому». В 1943 году Седьмая соната была отмечена Сталинской премией II степени, что подчеркнуло её значимость в контексте советской музыкальной культуры.

## Структура и особенности
Произведение состоит из трёх частей: 
I. Allegro inquieto (B-dur) — динамичная и напряжённая первая часть.  
II. Andante caloroso (E-dur) — лирическая медленная часть.  
III. Precipitato (B-dur) — виртуозный финал в ритме токкаты.  

## Описание
Первая часть сонаты, обозначенная как Allegro inquieto («Беспокойно-стремительно»), открывается Главной партией с явно выраженными диссонансами, устремляющейся к разрешению в тональности си-бемоль мажор. В процессе развития оба мелодических пласта расходящегося движения приводят к резким синкопированным акцентам. Побочная партия звучит в темпе Andantino и вписана в модифицированную структуру сонатного аллегро.

## Исполнение
Седьмая фортепианная соната относится к числу наиболее репертуарных сочинений Прокофьева. Её записывали Марта Аргерих, Владимир Ашкенази (1994), Борис Берман (1994), Владимир Горовиц (1945), Гленн Гульд (1967), Питер Донохью (2014), Ланг Ланг (концертная запись 2010), Денис Мацуев (Карнеги-холл, 2007), Николай Петров, Михаил Плетнёв, Маурицио Поллини (1971), Matti Raekallio (1988), Святослав Рихтер (1958), Григорий Соколов (1968), Алексей Султанов, Наталья Трулль (1995), Самсон Франсуа (концертные записи 1960 и 1964), Фредерик Чиу (1991) и многие другие пианисты.